# Ruta Provincial 91 (Buenos Aires)
La Ruta Provincial 91 es una carretera pavimentada de 51 km de extensión ubicada en el centro de la provincia de Buenos Aires, Argentina.
La ruta es muy utilizada por comunicar las ciudades de Saladillo y Las Flores.

## Localidades
- Partido de Saladillo: no hay poblaciones,
- Partido de Las Flores: El Trigo.